# 東急ホテルズ&リゾーツ
東急ホテルズ&リゾーツ（とうきゅうホテルズアンドリゾーツ）は、東急グループのホテル・リゾート事業を再編して、2023年4月に発足した東急株式会社の完全子会社である。

## 概要
東急グループのホテル事業は、1960年に開店した東急の直営事業であった銀座東急ホテルから始まり、1968年に子会社「株式会社東急ホテルチェーン」を設立。一方、1973年（昭和48年）にビジネスホテルチェーン「東急イン」を立ちあげ、この2種類が長く存在したのち、2002年に「東急ホテルズ」のホテルブランドを掲げて、事実上事業を統合した。2005年に、商号も「株式会社東急ホテルズ」とした。
一方、リゾート事業を行う企業として「株式会社東急シェアリング」を行う東急グループの企業があり、タイムシェアによるリゾートホテル「東急バケーションズ」（旧ブランド「ビッグウィーク」）を運営していた。
2023年2月28日、東急株式会社、株式会社東急ホテルズ、株式会社東急シェアリングの連名で事業再編を発表した。それによると、2022年11月1日設立の「TKホテル準備会社」が4月1日付で、東急ホテルズの運営機能の吸収分割と東急シェアリングの吸収・合併を実施の上で「東急ホテルズ&リゾーツ株式会社」に社名を変更し、ホテルとリゾートを一体的に機能させる企業となる。
またこれに伴い、東急におけるホテル・リゾート事業のブランドラインナップも新たに再編し、「東急ホテル」「エクセルホテル東急」「東急REIホテル」（現・東急ホテルズ）「東急バケーションズ」（現・東急および東急シェアリング）の各ブランドに加え、新ブランド群「DISTINCTIVE SELECTION」 を新設する。